# آلفونسو دال پیان
آلفونسو دال پیان (ایتالیایی: Alfonso Dal Pian؛ زادهٔ ۱۵ اوت ۱۹۵۷) دوچرخه‌سوار اهل ایتالیا است. وی در مسابقات تور دو فرانس شرکت کرده است.